# Vicenta Verdier
Vicenta Verdier (Épila, 1870 – Madrid, 13 giugno 1907) è stata la vittima del delitto noto in tutta la Spagna come "el crimen de la calle de los Tudescos",  delitto rimasto a tutt'oggi impunito.
Fu uno di quei casi in cui le autorità preposte fecero di tutto pur di non trovare il colpevole.

## Biografia

### Famiglia d'origine
Vicenta Verdier nacque a Épila in provincia di Saragozza nel 1870 da umili lavoratori. Aveva due sorelle: Faustina e Claudia e un fratello: Mariano. Tutti trasferitisi a Madrid.
Faceva la sartina prima di arrivare nella capitale dove, secondo indagini fatte dalla polizia, risultava sposata con José Novillo nella parrocchia di San Martin della capitaleJosè Novillo non risulta però residente a Madrid.
La data del matrimonio non è stata pubblicata, ma dovrebbe essere stato celebrato tra il 1888 e il 1892. Sulla stampa degli anni fino al 1884 risulta un José Novillo.
Aveva bei capelli neri, di aspetto era gradevole senza essere una bellezza, di corporatura piuttosto robusta, di carattere socievole e di indole pigra.

### A Madrid

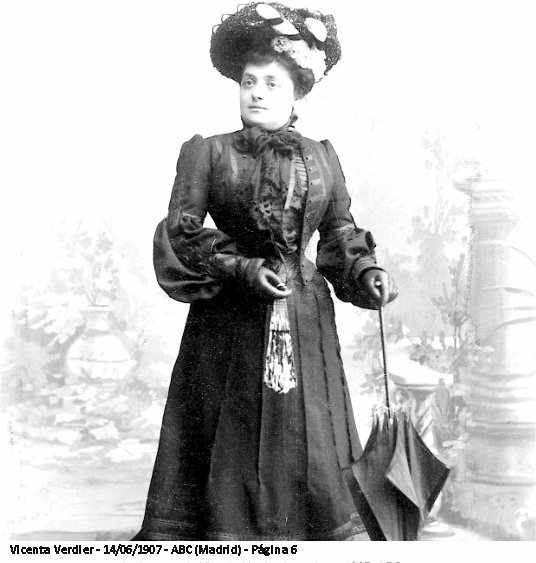
Vicenta Verdier

Venne a Madrid con la sorella maggiore andando a servizio presso una famiglia borghese benestante tramite cui, lei ventiduenne probabilmente già sposata con Josè Novillo, conobbe José Maria Romillo y Romillo, diciottenne studente orfano di madre, che sarebbe diventato il suo amante per 15 anni, cioè fino alla morte violenta di Vicenta avvenuta quel giovedì 13 giugno 1907 in via dei Tudescos a Madrid 15/17, adiacente alla centralissima piazza del Callao, nell'appartamento al terzo piano di cui lui pagava la pigione e che Vicenta occupava da circa quattro anni conducendo una vita tranquilla e discreta tanto da meritarsi il rispetto e la simpatia dei suoi vicini di casa.
Della sua famiglia di origine frequentava solo la sorella Faustina, mentre l'altra sorella Claudia e il fratello Mariano non desideravano avere rapporti con lei per via della sua relazione che durava dal 1892 con il facoltoso industriale all'epoca non ancora sposato e non ancora facoltoso, perché non aveva ancora ereditato il patrimonio di famiglia.

### L'amante
Jose Maria Romillo y Romillo (Madrid, 1874 - Madrid, 1935c.) era figlio di Emeterio Romillo Cano e di Teresa Romillo Arena che morì il 14 aprile 1874 probabilmente dando alla luce Josè Maria che fu cresciuto da Petra Romillo y Ruiz, seconda moglie del padre di cui rimase vedova a Madrid il 17 gennaio 1895.
Dal 1892 il diciottenne Jose Maria Romillo y Romillo aveva iniziato, per sua stessa ammissione, una relazione con la ventiduenne Vicenta Verdier.
Nel 1900 circa Jose Maria Romillo y Romillo sposò a ventisei anni d'età María de Gracia Polo López de Azcutia, una giovane dell'alta borghesia madrilena, nipote del giurista, scrittore e magistrato Manuel López de Azcutia e di Tomás Linacero che fu sindaco di Madrid.
Il matrimonio non gli impedì di continuare la sua relazione con Vicenta Verdier che lui continuava a mantenere, anzi, nonostante la moglie gli avesse dato nell'ottobre del 1904 il primo dei due figli della coppia, Jose Maria proprio in quell'anno fece traslocare l'amante in via dei Tedeschi per averla ancora più vicina alla sua abitazione di via Jacometrezo.
Jose Maria Romillo y Romillo, ricchissimo, le passava circa 250 pesetas al mese per il suo sostentamento, poco più di quanto gli fruttava l'affitto di un appartamento di sua proprietà in calle Serrano al numero 27.

## Il delitto
Alle ore 13 circa di giovedì 13 giugno 1907 i passanti della centralissima via dei Tedeschi a Madrid udirono le grida di aiuto di una donna affacciatasi fugacemente al balcone del terzo piano.  Intervenuta successivamente la polizia rinvenne il cadavere di Vicenta Verdier, sgozzata, nella sua camera da letto con accanto la sua fedele anziana e inoffensiva cagnetta di razza bulldog, chiamata “Nena” che farà anche lei una brutta fine, morendo avvelenata per mano di un poliziotto con la scusa che era ringhiosa e pericolosa, ma in pratica perché avrebbe potuto identificare l'assassino della sua padrona.

### L'inchiesta
L'amante interrogato dalla polizia affermò che la sua relazione durava sì da 15 anni, ma che dopo il matrimonio, 1900 circa, la aveva mantenuta più che altro per compassione non avendo l'amante altri mezzi di sostentamento. Motivazione smentita dal fatto che solo tre anni dopo il suo matrimonio con una signorina dell'alta borghesia madrilena, Josè Maria Romillo fece traslocare l'amante dalla zona periferica dove viveva nella centralissima via dei Tedeschi di Madrid adiacente ai luoghi abitati dai Romillo e parenti. Nell'ottobre del 1904 a Jose Maria Romillo era nato il primogenito, suo omonimo. Questo evento deve aver scatenato ancor più la gelosia della moglie nei confronti della Verdier, tanto da spiarla e da affrontarla con violenza per strada in diverse occasioni e addirittura trovarsi a passare nella via dei Tedeschi lo stesso pomeriggio dell'assassinio della sua rivale.
Vicenta aveva avuto a suo servizio tale Francisca Sierra per tre mesi dopo i quali Francisca si dimise per un piccolo alterco avuto con la padrona, dopo di allora, dall'estate scorsa, per non tenere fissa una cameriera si era accordata con la vicina di pianerottolo, Matilde Merello con cui era in stretti rapporti anche di amicizia, che le preparava da mangiare per due pesetas a mezzogiorno e con un'altra vicina che le faceva i mestieri. Matilde Merello fu una delle prime persone ad entrare nell'appartamento dopo il delitto e divenne un personaggio chiave della vicenda.
Vicenta si faceva fare di frequente le carte da una tale Francisca Ruiz, detta “Paca”, a cui ricorreva anche per filtri d'amore per tenere stretto a sé il suo amante Josè Maria Romillo. Cercava di acculturarsi leggendo e trascrivendo articoli di giornali e brani di letture per non far sfigurare il suo amante con cui alla sera cenava fuori casa ma solitamente rincasava non dopo le otto di sera. Di tanto in tanto la coppia rientrava tardi la sera in carrozza o a piedi.
Una vita tranquilla all'apparenza fino a quel tragico giovedì del 13 giugno 1907  giorno in cui Vicenta Verdier venne sgozzata verso le ore 13 nel suo appartamento al terzo piano dopo essersi affacciata al balcone per chiedere aiuto invano.
Qualche tempo prima Vicenta era stata in apprensione per via delle minacce ricevute in strada da tale "Marquesillo", un protetto del suo amante José Maria Romillo, che frequentava le bische clandestine del gioco d'azzardo e si faceva mantenere dalle donne. E non era l'unico personaggio equivoco del mondo del gioco d'azzardo a gravitare intorno alla coppia di amanti se tale José Maria Gonzalez, detto “el Tempranillo”, fu segnalato, dopo il delitto, alla polizia francese e subito arrestato dopo il suo rientro a Madrid. nel 1909.
La coppia, poco tempo prima del delitto, era stata fatta oggetto anche di lettere anonime che più che l'intento ricattatorio, viste le esigue cifre richieste, rivelavano il desiderio di mettere discordia tra i due amanti insinuandovi la gelosia. Il/la mittente delle lettere conosceva bene i due destinatari e le loro abitudini..
Nello stesso stabile di via dei Tedeschi, 15, 2º piano, c'era una casa di pegni non meglio identificata che prestava somme a partire da 500 pesetas, all'interesse di 25 pesetas mensili, cioè a un tasso da usura del 5% al mese, dietro garanzia di gioielli, effetti, mobili da ritirare, che il prestatore poteva anche tenere in casa sua.
Si è anche detto che Vicenta Verdier custodisse in casa importanti e compromettenti documenti che sparirono dopo il delitto, così come alcuni gioielli di scarso valore, lasciando intendere che questo potesse essere il movente del delitto.
Anche la moglie dell'amante fu indagata e fermata per una notte per essere stata vista aggirarsi in calle dei Tudescos il giorno del delitto chiedendo informazioni sulla sua rivale.

### L'assassino
Dalla autopsia del cadavere di Vicenta e dalle modalità della fuga del suo assassino si dedusse che questa fu afferrata alle spalle dal suo assassino che lei ben conosceva e che doveva essere di piccola taglia, molto robusto, agile e pronto di riflessi tanto da riuscire a far perdere le sue tracce nascondendosi nel vano della porta d'ingresso per poi sgattaiolare fuori dall'appartamento nella confusione della gente accorsa insieme alla polizia sul luogo del delitto, oppure da riuscire a scappare da una finestra infilandosi in quella della vicina di casa, Matilde Merello, o, terza ipotesi ma inverosimile, da riuscire a fare un salto acrobatico dalla finestra della vittima fino al tetto della casa di fronte dall'altro lato della strada.

## Conclusione
L'assassino di Vicenta Verdier non è stato mai identificato e fino ad oggi la sua morte è rimasta impunita e ignoto resta anche il luogo della sua sepoltura.
Di lei restano solo due fotografie pubblicate all'epoca sui giornali spagnoli. Del suo amante Jose Maria Romillo y Romillo, andato in rovina, non resta nessun discendente.